# C/1973 E1 (Kohoutek)
Pour les articles homonymes, voir Comète Kohoutek et Kohoutek.
C/1973 E1 (Kohoutek) est une comète découverte le 7 mars 1973 par l'astronome tchèque Luboš Kohoutek. Elle passe au périhélie le 28 décembre 1973 à 0,142 unité astronomique du Soleil. Les calculs ont révélé une orbite hyperbolique (excentricité > 1) ce qui signifie que sa trajectoire l'amènera à sortir définitivement du Système solaire. De précédents calculs lui avaient donné une période orbitale de 75 000 ans.

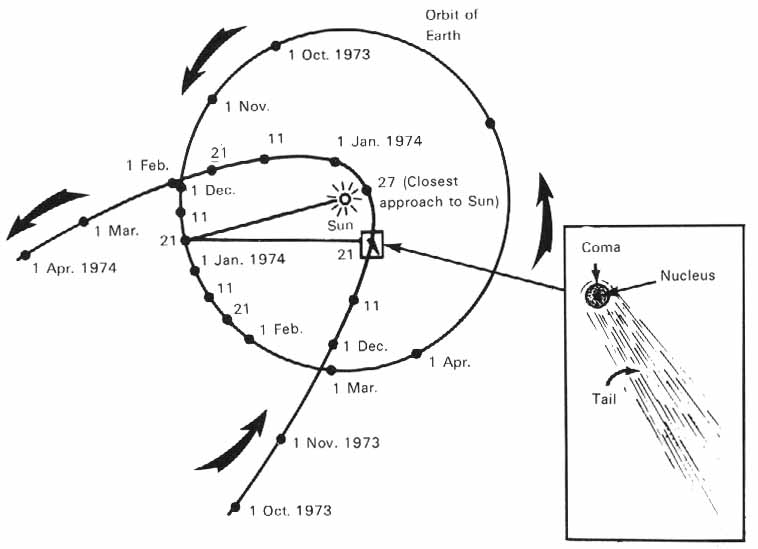
Les orbites de la comète Kohoutek et de la Terre.

La comète est découverte alors qu'elle se trouve encore loin du Soleil, à environ 74 millions de kilomètres. Les astronomes prévoient un éclat exceptionnel lors de son approche au périhélie, avec une magnitude de -10. Une importante campagne d'observation internationale est lancée, incluant les équipages de la station orbitale Skylab, et la sonde spatiale Mariner 10 en route vers la planète Vénus, ce qui fait de la comète Kohoutek la première comète observée par des véhicules spatiaux.
Devant les prévisions d'observations, les médias s'enthousiasment et annoncent Kohoutek comme la « comète du siècle ». Mais l'astre est beaucoup moins éclatant que prévu. Sa magnitude n'est que de 5, dans le ciel du matin, à la fin du mois de novembre. Alors qu'elle s'approche du Soleil et devient difficilement observable depuis le sol, l'équipage de Skylab la signale avec une magnitude de -3.
Après son passage au périhélie, elle est observée à l'œil nu dans le ciel du soir avec une magnitude de 0 début janvier 1974, diminuant à 4 le 14 janvier, puis à 7 à la fin du mois. Sa queue s'étendait sur 25°.   
Des émissions radio en provenance de la comète sont détectées ainsi que plusieurs molécules. 
C/1973 E1 ne doit pas être confondu avec la comète périodique 75D/Kohoutek ni avec C/1969 O1 et C/1973 D1, également découvertes par Luboš Kohoutek.